# 李嫱冰
李嫱冰（1985年4月30日—），奧地利女子乒乓球運動員。

## 生平
李生於中國北京市，目前世界排名58，歐洲排名15，奧地利国内排名第二。李嫱冰的父亲是中国乒乓球男队教练李晓东，李晓东也是王励勤的教练。

## 其他
目前李嫱冰居住在林茨，效力于Linz AG Froschberg。互联网上关于李嫱冰的生平资料较少。2008年她代表奥地利队，参加了北京奥运会乒乓球女子单打项目，并在女子单打第三轮中险胜同样来自中国的德国代表队选手吴佳多，后者的世界排名是24。

## 資料來源
1. ↑  ITTF World ranking World ranking Record for LI Qiangbing (AUT) 的存檔，存档日期2016-03-06. （英文）
2. ↑  .   [2021-12-27]. （原始内容存档于2014-08-08）.